# دايورة مبكرة
دايورة مبكرة (الاسم العلمي:Diuris praecox) هي نوع من النباتات تتبع جنس الدايورة من الفصيلة السحلبية.